# Inner Circle (gruppo musicale)
Gli Inner Circle sono un gruppo musicale giamaicano fondato nel 1968.

## Storia
La band divenne nota negli anni settanta come gruppo reggae pop. Nel 1973 la conpagine subì una scissione da cui prese vita il gruppo dei Third World; gli Inner Circle continuarono comunque la propria attività pubblicando l'album Rock the Boat nel 1974. L'ingresso nel gruppo del cantante Jacob Miller, nel 1976, diede un nuovo impulso al gruppo; Miller portò una profonda spiritualità rastafariana e l'interesse per i temi sociali, valori su cui si basano molti celebri lavori del gruppo come Forward Jah Jah Children.
Oggi gli Inner Circle sono ricordati soprattutto per la canzone Sweat a la la la long dall'album Bad To The Bone (1992) e per Bad Boys, che è stata tra l'altro usata nella colonna sonora del reality show Cops e che ha dato il titolo ai tre film polizieschi Bad Boys, Bad Boys II e Bad Boys For Life con protagonisti Will Smith e Martin Lawrence.

## Discografia

### Album studio
- 1974 - Rock The Boat
- 1975 - Blame It To The Sun
- 1976 - Reggae Thing
- 1977 - Ready For The World
- 1978 - Heavyweight Dub (ripubblicato su CD nel 1999 come Inner Circle & The Fatman Riddim Section - Heavyweight Dub / Killer Dub, Blood and Fire)
- 1978 - Killer Dub (ripubblicato su CD nel 1999 come Inner Circle & The Fatman Riddim Section - Heavyweight Dub / Killer Dub, Blood and Fire)
- 1979 - Everything Is Great
- 1980 - New Age Music (ultimo album con Jacob Miller)
- 1982 - Something So Good
- 1986 - Black Roses
- 1987 - One Way
- 1990 - Rewind!, Pt.2: The Singers
- 1991 - Identified
- 1992 - Bad To The Bone
- 1993 - Sweat (A La La La La Long) - singolo
- 1994 - Bad Boys
- 1994 - Reggae Dancer (ultimo album con Calton Coffie)
- 1996 - Da Bomb
- 1998 - Speak My Language
- 1999 - Jamaika Me Crazy
- 2000 - Big Tings
- 2001 - Jah Jah People
- 2001 - Barefoot In Negril
- 2004 - This Is Crucial Reggae
- 2008 - State Of Da World